# Polpetta (personaggio)
Polpetta (in originale: Meatwad) è uno dei protagonisti della serie televisiva animata statunitense Aqua Teen Hunger Force, nonché compagno di stanza di Frullo e Fritto, creato e disegnato da Matt Maiellaro e Dave Willis e doppiato nella versione originale da quest'ultimo mentre in italiano è stato doppiato da Gianluca Machelli. Polpetta, insieme a Frullo e Fritto, è apparso per la prima volta nell'episodio Baffler Meal di Space Ghost Coast to Coast.
Polpetta è apparso in diversi videogiochi e album musicali relativi alla serie e nel film Aqua Teen Hunger Force Colon Movie Film for Theaters. Meatwad è stato protagonista anche di diverse apparizioni in ambito promozionale e di altri media al di fuori della serie.

## Ruolo inAqua Teen Hunger Force
Polpetta è un prodotto da fast food che vive insieme a Frullo e Fritto. La loro residenza iniziale si trova in un quartiere suburbano del sud New Jersey, ma durante la serie si trasferiscono prima a Washington e poi nella residenza fittizia di Seattle in New Jersey. Come rivelato nel film della serie, Polpetta non ha famiglia essendo una delle creazioni, insieme a Frullo, Fritto e Chicken Bittle, del Dott. Weird.